# Kvinde på kærre
Kvinde på kærre (franska: Femme au chariot), lokalt benämnd Maren å æ Woun eller Maren, är en skulptur av Alberto Giacometti i Holstebro i Västjylland. Skulpturen står framför Gamla rådhuset vid Nørregade.

## Historia
Skulpturen skapades i gips och trä av Alberto Giacometti i perioden 1943–1945 i Genève i Schweiz och göts i brons under perioden 1959–1962. En maquette i gips och trä samt gipsoriginalet finns i Fondation Giacomettis samling i Paris.
Holstebro kommun köpte skulpturen 1966 direkt av konstnären för 210 000 danska kronor, varav Ny Carlsbergfondet bidrog med 60 000 danska kronor. Bakgrunden till köpet var att Holstebro i mitten av 1960-talet ville föra en aktiv kulturpolitik för att minska avflyttning från staden. En kommitté för offentlig utsmyckning tillsattes, och den blivande chefen för Holstebro Kunstmuseum, Poul Vad (1927–2003), anställdes som konstnärlig rådgivare. Skulpturen restes framför Holstebro Kirke, där borgmästaren Kaj K. Nielsen två dagar efter kommunalvalet kunde avslöja nyinköpet för allmänheten den 10 mars 1966, samma dag som skulpturen Knælende dreng av Astrid Noack, som står på Skt. Jørgens Bakke, restes.
Skulpturen fick ett blandat mottagande av stadens invånare.
År 1978 flyttades skulpturen till sin nuvarande plats framför Gamla rådhuset. År 2006 utsattes skulpturen för åverkan. Skulpturen reparerades och 2009 beslöts att säkra skulpturen från stöld, med hänsyn till att dess värde ökat väsentligt. Kommunstyrelsen beslöt att avsätta en miljon danska kronor för att säkra konstverket från vandalisering och stöld med hjälp av en underjordisk hiss, vilken varje kväll sänker ned skulpturen i ett utrymme under jord, där den täcks av en armerad glasplatta. Skulpturen är där belyst, så att man kan se den nattetid ovanifrån. Skulpturen försågs också med ett gps-chipp, som gör det möjligt att spåra den över hela världen.

## Marens vennerochMarens riddere
Marens popularitet bland Holstebros befolkning har varit i stigande sedan 1966. År 2009 bildades Marens Venner, som bland annat firar datum för dess presentation den 10 mars och datum för placeringen utanför Gamla rådhuset den 19 juni. År 2009 utlystes en tävling om en melodi, som vid utvalda tillfällen spelas på Holstebro Kirkes klockspel.